# Polyrhachis indificans
Polyrhachis indificans é uma espécie de formiga do gênero Polyrhachis, pertencente à subfamília Formicinae.